# Stephan Steding

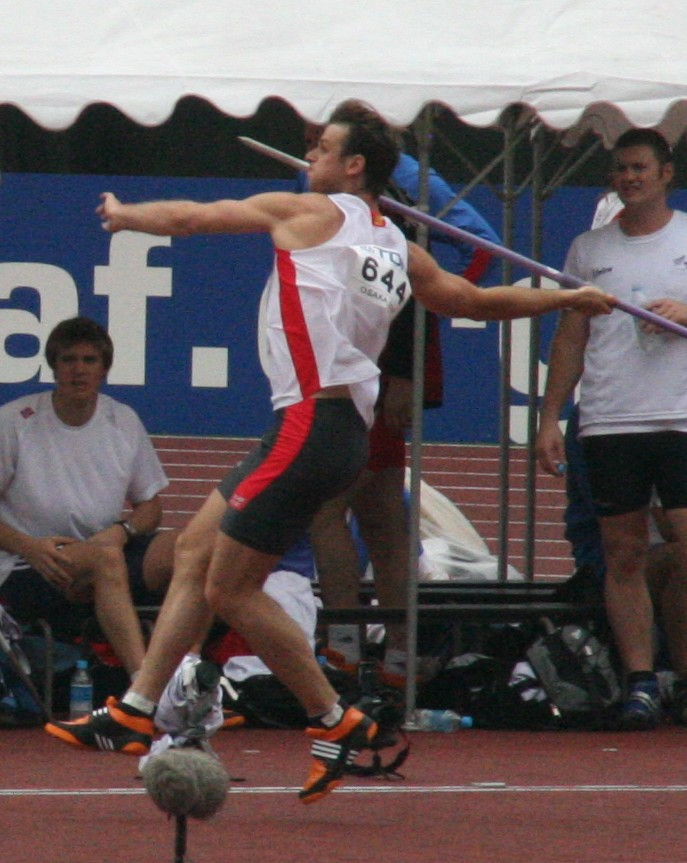
Stephan Steding bei den Weltmeisterschaften 2007

Stephan Steding (* 29. Januar 1982 in Rinteln) ist ein ehemaliger deutscher Speerwerfer.
2002 und 2004 wurde er Deutscher Juniorenmeister, 2003 belegte er bei den U23-Europameisterschaften den fünften Platz. Verletzungen hinderten ihn jedoch in den folgenden Jahren am sportlichen Weiterkommen.
Nachdem er 2007 den Titel bei den Deutschen Meisterschaften gewonnen hatte, nahm er an den Weltmeisterschaften 2007 in Osaka teil, scheiterte aber in der Qualifikation. Beim Winterwurf-Europacup 2008 wurde Steding Zweiter. In der Sommersaison 2008 verbesserte er seine Bestleistung mehrfach, zuletzt am 27. Juni auf 83,50 m in Zeulenroda. Als deutscher Jahresbester wurde er für die Olympischen Spiele in Peking nominiert.
Stephan Steding hat bei einer Körpergröße von 2,01 m ein Wettkampfgewicht von 106 kg. Er begann 1990 beim VfL von 1849 Hameln mit der Leichtathletik, seit 1999 gehört er der Leichtathletikabteilung von Hannover 96 an.